# خالد بولامی
خالد بولامی (عربی: خالد بولامی؛ زادهٔ ۷ اوت ۱۹۶۹) دونده دو استقامت اهل مراکش است.